# Марш артиллеристов
Марш артиллеристов — посвящённая артиллеристам песня времён Великой Отечественной войны в ритме марша. Слова В. М. Гусева, музыка Т. Н. Хренникова. Песня написана авторами и впервые исполнена Краснознамённым ансамблем красноармейской песни и пляски СССР в 1943 году.

## История песни
Оригинальный текст песни был написан в 1943 году.

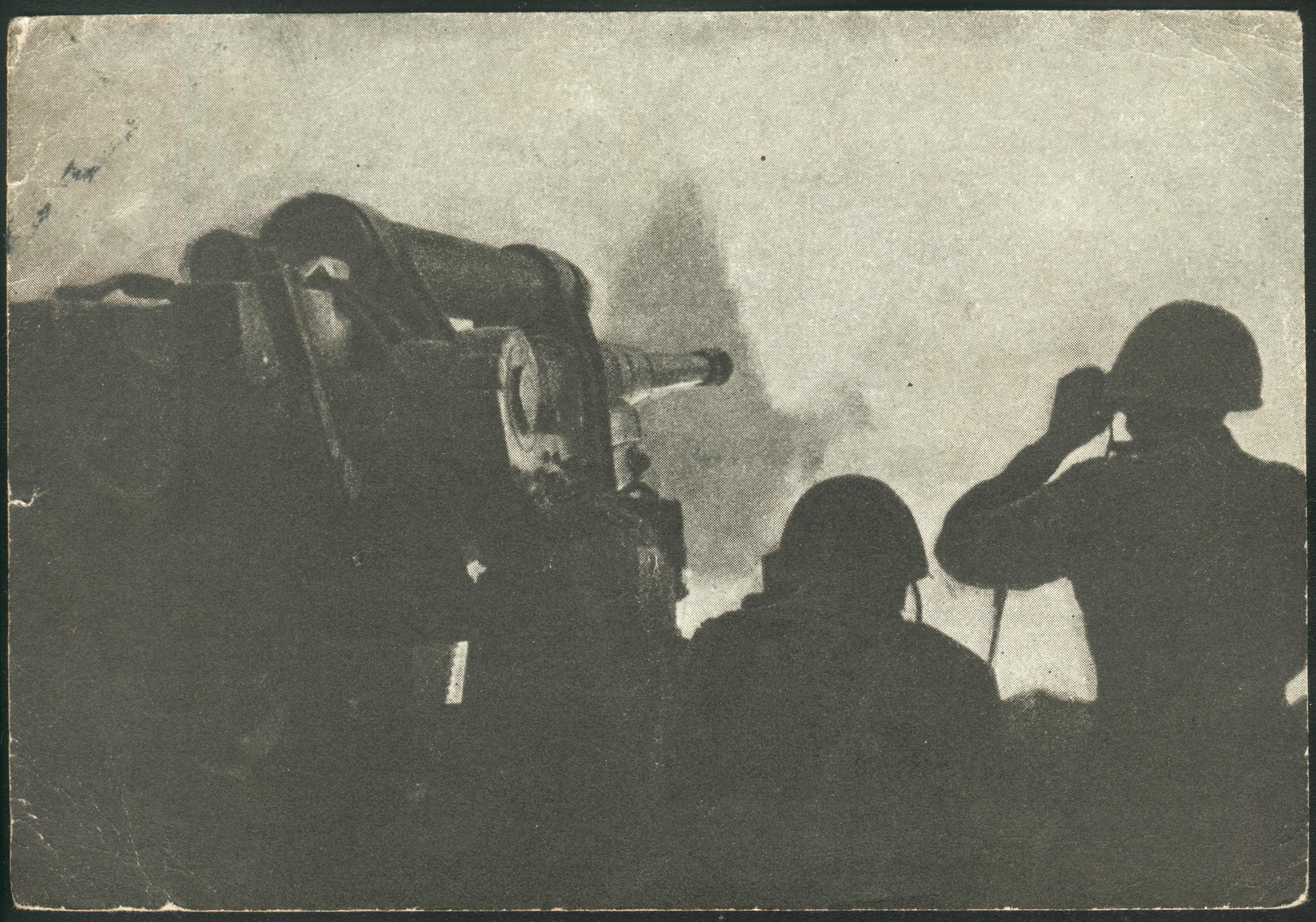
Почтовая карточка НКО СССР «Прямой наводкой» 1942 год

Оригинальный текст 1943 года
Горит в сердцах у нас любовь к земле родимой,
Мы в смертный бой идём за честь родной страны.
Пылают города, охваченные дымом,
Гремит в седых лесах суровый бог войны.
Припев:
Артиллеристы, Сталин дал приказ!
Артиллеристы, зовёт Отчизна нас!
Из сотен тысяч батарей
За слёзы наших матерей,
За нашу Родину — огонь! Огонь!
Узнай, родная мать, узнай жена-подруга,
Узнай, далёкий дом и вся моя семья,
Что бьёт и жжёт врага стальная наша вьюга,
Что волю мы несём в родимые края!
Припев:
Артиллеристы, Сталин дал приказ!
Артиллеристы, зовёт Отчизна нас!
Из сотен тысяч батарей
За слёзы наших матерей,
За нашу Родину — огонь! Огонь!
Пробьёт победы час, придёт конец походам.
Но прежде чем уйти к домам своим родным,
В честь нашего Вождя, в честь нашего народа
Мы радостный салют в победный час дадим!
Припев:
Артиллеристы, Сталин дал приказ!
Артиллеристы, зовёт Отчизна нас!
Из сотен тысяч батарей
За слёзы наших матерей,
За нашу Родину — огонь! Огонь!
Песня достаточно быстро стала популярной и неоднократно исполнялась и после окончания Великой Отечественной войны. Однако в текст по политическим соображениям вносились изменения. Так, в 1954 году из текста было убрано упоминание Сталина, а сотни тысяч были заменены многими тысячами и припев стал исполняться в следующем виде (изменения выделены курсивом):
Артиллеристы, точный дан приказ!
Артиллеристы, зовёт Отчизна нас!
Из многих тысяч батарей
За слёзы наших матерей,
За нашу Родину — огонь! Огонь!
В последнем куплете было убрано упоминание Сталина.
Пробьёт победы час, придет конец походам.
Но прежде чем уйти к домам своим родным,
В честь армии родной, в честь нашего народа
Мы радостный салют в полночный час дадим!
В 1970-х годах (при Брежневе), в ходе кампании по усилению авторитета КПСС в текст песни опять были внесены изменения: слова «в честь армии родной» заменены на «в честь партии родной».
Впервые после 1954 года песня в соответствии с оригиналом была исполнена на параде в честь 50-летия Великой Победы в 1995 году.

## Исполнители
Марш артиллеристов традиционно исполнялся Краснознамённым ансамблем песни и пляски Советской Армии имени А. В. Александрова (КАППСА). Также эта песня исполнялась Большим детским хором (под управлением В. Попова), Иосифом Кобзоном, Марком Рейзеном, мужским камерным хором «Пересвет» и П. Коником.

## В культуре
В художественном фильме «Наградить (посмертно)» (СССР, 1986 год) в кульминационной части фильма есть сцена, где марширующие солдаты исполняют эту песню и припев в первоначальной версии со словами «Артиллеристы, Сталин дал приказ!..»
Песня звучит в фильме «В 6 часов вечера после войны». Также она передаётся по радио в одном из эпизодов киноленты «Враг у ворот», при этом действие картины происходит в 1942 году, то есть за год до её сочинения. Кроме того, её исполняют за свадебным столом герои фильма «Любовь с привилегиями» 1989 года.
В фильме Никиты Михалкова 2010 года «Утомлённые солнцем 2: Предстояние» присутствует эпизод, где тяжело раненный после сражения с немцами старший лейтенант Изюмов в исполнении Евгения Миронова иронически цитирует первую строчку припева этой песни, комментируя гибель всех советских солдат в недавнем бою. При этом знание им этой песни является анахронизмом — действие этого эпизода происходит в октябре 1941 года, притом что «Марш артиллеристов» был написан и впервые исполнен только в 1943-м.